# Potsdam-Mittelmark (district)
Districtul Potsdam-Mittelmark este un district rural (Kreis) din landul Brandenburg, Germania.